# الحدود الدنماركية السويدية

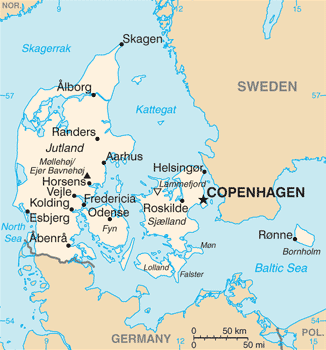

تعود تاريخ الحدود الوطنية الحالية بين الدنمارك والسويد إلى عام 1658.
إنها حدود بحرية بالكامل, على طول كاتيغات وأوريسند, وفي بحر البلطيق بين بورنهولم وسكانيا. تلتقي المياه الإقليمية (منطقة 12 ميلًا) للبلدين حصريًا على طول أوريسند, وتمتد إلى حوالي 115 كيلومتر تقريبًا بين هوغاناس وفالستربو. هناك طريق واحد ووصلة سكك حديدية, 16 كيلومتر طويل أوريسند رابط ثابت, افتتح في عام 2000, إلى جانب عدد من وصلات العبارات.

## تاريخ

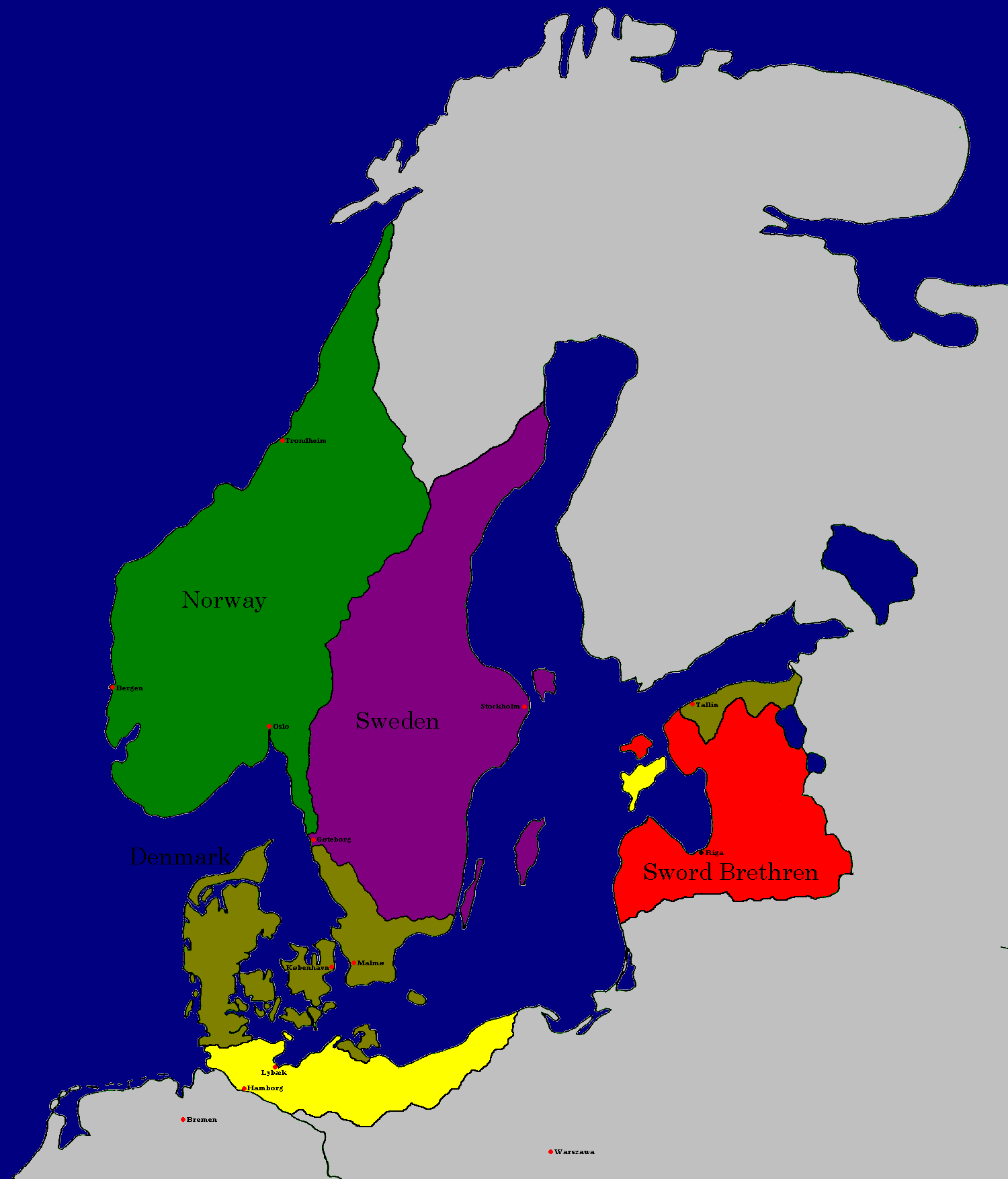
الدول الاسكندنافية في العصور الوسطى.

المنطقة الاقتصادية الخالصة (منطقة 200 ميل بحري) للدنمارك

أصبحت السويد والدنمارك-النرويج دولتين منفصلتين مع تفكك اتحاد كالمار عام 1523. حتى عام 1658, كانت المقاطعات التاريخية سكانيا، بليكينج، بوهوسلان (وحتى عام 1645 هالاند أيضًا) مملوكة للدنمارك, بحيث كانت الحدود الدنماركية السويدية تمر عبر ما هو الآن جنوب السويد. في 1645 و 1658 على التوالي, تم التنازل عن هذه المقاطعات للسويد في معاهدة روسكيلد, لتأسيس أوريسند كحدود وطنية. يذكر قانون القوطي الغربي ست علامات حدودية مستخدمة في القرن الحادي عشر ويبدو أنها تقع جميعها على طول الحدود المعروفة المستخدمة حتى عام 1645.
ظلت الحدود النرويجية السويدية الحديثة هي الحدود بين الدنمارك والنرويج والسويد حتى تفكك الدنمارك والنرويج في عام 1814. ثم أصبحت الحدود الدنماركية السويدية الحديثة الحدود بين السويد والنرويج والدنمارك حتى تفكك السويد والنرويج في عام 1905. أصبحت حدودًا لأوروبا التي احتلتها ألمانيا من عام 1940 إلى عام 1945 (كانت الدنمارك لا تزال دولة على الرغم من أنها تحت السيطرة العملية من قبل ألمانيا).
قام اتحاد جوازات السفر الشمالي لعام 1958 بإزالة فحوصات جوازات السفر على الحدود. ومع ذلك, ظلت الشيكات الجمركية سارية بين الدنمارك ودول الشمال الأوروبي الأخرى حتى مكتسبات شنغن لعام 2001. لم تكن هناك حدود برية مع الدنمارك قبل يوليو 2000 عندما تم فتح جسر أوريسند, الأمر الذي خفف من إجراءات التفتيش الجمركي منذ البداية.
مع أزمة المهاجرين إلى أوروبا, أعادت السويد فرض ضوابط أكثر صرامة على الحدود في نوفمبر 2015. اعتبارًا من 4 يناير 2016, طلبت السويد من شركات النقل إجراء عمليات التحقق من الهوية على الجانب الدنماركي من الحدود الدنماركية السويدية, مع الحفاظ على ضوابط الحدود على الجانب السويدي. تم اتخاذ قرار بهذا القانون على عجل لمدة 35 يومًا من قرار الحكومة إلى الاستخدام العملي, بما في ذلك الاستشارة العامة وقرار البرلمان والتنفيذ العملي وفترة عيد الميلاد. كان مطلب الناقل هذا أكثر نجاحًا من ضوابط الحدود الرسمية, وأدى إلى تقليص تدفق اللاجئين إلى السويد. في الوقت نفسه, أدى ذلك إلى تعطيل حركة القطارات وتسبب في إطالة وقت السفر لركاب العمل. في مايو 2017, قررت المفوضية الأوروبية أن هذا النوع من مسؤولية الناقل ليس قانونيًا في الاتحاد الأوروبي, لذلك تم التخلي عنها, ولكن بقيت مراقبة الحدود للقادمين على الجانب السويدي.
كرد فعل للسيطرة السويدية, عززت الدنمارك أيضًا ضوابطها الحدودية على الحدود الألمانية.
في نوفمبر 2019, بدأت الدنمارك في فرض ضوابط مؤقتة على الحدود بسبب الجرائم الخطيرة بما في ذلك القصف الذي يرتكبه سكان سويديون. تم تحديد وتمديد ضوابط الحدود السويدية والدنماركية لمدة ستة أشهر.

## المعابر الحدودية
الطرق التالية (لا يشمل السفر الجوي) بها مواصلات عامة أو طرق بين الدنمارك والسويد:
- فغيدريكسهاون-غوتنبرغ, سيارة العبارة.
- Grenå - Varberg, عبارة سيارة.
- هيليسينكور-هلسينغبورغ, عبّارة سيارات (بما في ذلك عبّارة عربات السكك الحديدية بين عامي 1892 و 1999).
- كوبنهاغن-مالمو, الطرق والسكك الحديدية, جسر أوريسند.
- روني-يستاد, عبّارة سيارات.